# 1423
1423 (MCDXXIII) var ett normalår som började en fredag i den julianska kalendern.

## Händelser

### Juni
- 10 juni – Gil Sanchez Muñoz y Carbón utses till motpåve under namnet Clemens VIII.

### Okänt datum
- Fredrik I blir kurfurste av Sachsen.

## Födda
- 3 juli – Ludvig XI, kung av Frankrike 1461–1483.
- Barbara av Brandenburg, italiensk regent.

## Avlidna
- 23 maj – Benedictus XIII, född Pedro Martínez de Luna, motpåve 1394–1417.
- 16 oktober – Albrekt V av Mecklenburg, tysk hertig.